# Tierra de Jorge
La Tierra de Jorge (o del príncipe Jorge) (en ruso: Земля Георга, Zemlya Georga) es la mayor de las islas del archipiélago ártico de Tierra de Francisco José, en aguas del océano Ártico. 
Administrativamente, pertenece al óblast de Arjánguelsk, Federación de Rusia.

## Geografía
Con una superficie total de 2821 km², la Tierra de Jorge, además de la mayor isla del archipiélago, es también la más larga, con 115 km entre sus extremos más septentrional y meridional. El punto más alto de la isla es de 416 m. 
La isla tiene una forma bastante irregular, con una costa compleja, con numerosas bahías, ensenadas profundas y cabos. La mayor parte de la isla se encuentra bajo grandes glaciares. Hay una gran península en su extremo norte, Poluostrov Armitidzh, en su mayoría no cubierta por glaciares. El cabo más occidental de esta península es Mys Mul'tanovskogo, más allá del que se encuentra el estrecho conocido como Proliv Arkhangelskiy entre Tierra de Jorge y Tierra de Alexandra. El estrecho conocido como canal de Cambridge (Proliv Kambritch) está situada más al suroeste, y es una continuación del anterior. Entre ambos suman una longitud de unos 75 km, y con una anchura de 10-15 km, rodean por completo la isla por su lado noroeste. El canal del ruiseñor(o canal de Nightingale) (Proliv Neytingeyl) está al este de Tierra de Jorge, separándola de isla Bruce. 
Tierra de Jorge tiene tres cabos orientados al suroeste en su costa meridional: cabo Neale (el extremo más occidental de la isla), cabo Crowther y cabo Grant. Su capa más oriental se conoce como cabo Murray (Mys Murray). Los dos orientados al norte, Mys Bryusa y Mys Battenberg están separados entre sí por la bahía de Sommerville. 

### Islas próximas
Además de la isla Tierra de Alexandra, en su parte noroeste, la isla está próxima a varias islas más del archipiélago:
* isla Arthur, se encuentra al norte del punto más septentrional, separado de ella por el sonido conocido como Proliv Li-Smita.
* isla Bruce (Ostrov Bryusa), es una pequeña isla situada en su parte suroeste, a unos 8 km.
* isla Maybel (Ostrovok Maybel), otra pequeña isla casi unida a la anterior, también en su parte suroeste, a unos 10,5 km.

## Historia

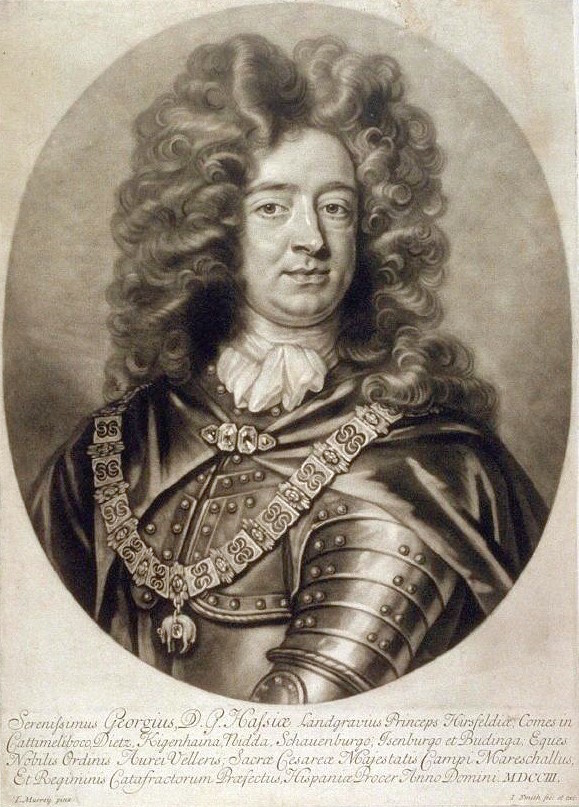
Príncipe Jorge de Hesse-Darmstadt, a quien se honró nombrando la isla.

Tierra de Alexandra fue nombrada por la Expedición austro-húngara al Polo Norte en honor de príncipe Jorge de Hesse-Darmstadt (1669-1705), que se convirtió en Generalfeldwachtmeister en el Ejército austriaco en 1694 y su Fieldmarshal desde 1699.